# Engyprosopon mozambiquensis
Engyprosopon mozambiquensis är en fiskart som beskrevs av Hensley 2003. Engyprosopon mozambiquensis ingår i släktet Engyprosopon och familjen tungevarsfiskar. Inga underarter finns listade i Catalogue of Life.